# Дампьер-ан-Кро
Дампье́р-ан-Кро (фр. Dampierre-en-Crot) — коммуна во Франции, находится в регионе Центр. Департамент — Шер. Входит в состав кантона Вайи-сюр-Содр. Округ коммуны — Бурж.
Код INSEE коммуны — 18084.
Коммуна расположена приблизительно в 160 км к югу от Парижа, в 75 км юго-восточнее Орлеана, в 45 км к северу от Буржа.

## Население
Население коммуны на 2008 год составляло 219 человек.
| 1962 | 1968 | 1975 | 1982 | 1990 | 1999 | 2008 |
| ---- | ---- | ---- | ---- | ---- | ---- | ---- |
| 274  | 312  | 262  | 239  | 266  | 239  | 219  |

## Администрация
| Период | Период | Фамилия     | Партия | Примечания |
| ------ | ------ | ----------- | ------ | ---------- |
| 2001   | 2008   | Жоэль Пра   |        |            |
| 2008   | 2014   | Жак Шатонна |        |            |

## Экономика
В 2007 году среди 125 человек в трудоспособном возрасте (15-64 лет) 93 были экономически активными, 32 — неактивными (показатель активности — 74,4 %, в 1999 году было 73,0 %). Из 93 активных работали 88 человек (46 мужчин и 42 женщины), безработных было 5 (2 мужчин и 3 женщины). Среди 32 неактивных 5 человек были учениками или студентами, 19 — пенсионерами, 8 были неактивными по другим причинам.